# Hongkong na Letních olympijských hrách 2012
Hongkong se účastnil Letní olympiády 2012 v 13 sportech. Zastupovalo jej 42 sportovců.

## Medailisté
| Medaile | Jméno       | Sport      | Disciplína  |
| ------- | ----------- | ---------- | ----------- |
| Bronz   | Lee Wai Sze | Cyklistika | ženy keirin |